# Homalium circumpinnatum
Homalium circumpinnatum är en videväxtart som beskrevs av Frederick Manson Bailey. Homalium circumpinnatum ingår i släktet Homalium och familjen videväxter. Inga underarter finns listade i Catalogue of Life.